# Oblężenie Kołobrzegu
Oblężenie Kołobrzegu (niem. Belagerung Kolbergs) – czteromiesięczne oblężenie twierdzy Kołobrzeg przez wojska napoleońskie, podjęte na początku marca 1807 roku i trwające do 2 lipca 1807 roku.

## Znaczenie strategiczne
Utrzymanie twierdzy Kołobrzeg było niezwykle istotne dla pruskich planów strategicznych. Miała tam lądować ekspedycja angielska na tyły Wielkiej Armii. Realizacja tego planu miała być punktem zwrotnym całej wojny.

## Sytuacja poprzedzająca
Po klęsce Królestwa Prus w wojnie z Francją pod Jeną i Auerstedt (14 października 1806) armia pruska została niemal zupełnie rozbita, a dwór królewski Fryderyka Wilhelma III uciekł do Królewca. Ocalałe resztki pruskich regimentów ratowały się w kilku ostatnich niezdobytych twierdzach. 1 listopada 1806 Nowa Marchia została objęta statusem okupacyjnym i podzielona na departamenty. Już 9 listopada 1806 do Kołobrzegu (departament szczeciński) udał się niewielki oddział francuskiej kawalerii dla administracyjnego przejęcia twierdzy. Pruski komendant płk Lucadou, będący w bardzo zaawansowanym wieku, stanowczo odmówił poddania twierdzy i nakazał przygotowania do działań obronnych.

### Fortyfikacje
Kołobrzeg miał bardzo dogodne położenie obronne: od północy Morze Bałtyckie, od zachodu rzeka Parsęta, a od południa mokradła, które w razie potrzeby można było dodatkowo zalać półmetrową warstwą wody przy pomocy Batardeau – nieistniejącego już dzieła fortyfikacyjnego, które dla Twierdzy Kołobrzeskiej pełniło potrójną rolę: zapory wodnej, którą zamykano koryto rzeki Parsęty, co powodowało wypełniania się fosy fortecznej, a także zalewanie okolicznych bagien; poza tym pełniło funkcję mostu, a ponadto w swej konstrukcji miało galerię strzelecką dla prowadzenia ognia wzdłuż rzeki.
W dogodnych podejściach dostępu broniły liczne budowle obronne, poniższe zachowały się do dziś:
- Fort „Ujście” („Mūnde”) (1770–1774), typu bastionowego, murowana z cegły 3-kondygnacyjna cylindryczna wieża, przysypana warstwą ziemi. W części piwnicznej pośrodku studnia, na dwóch wyższych kondygnacjach po siedem równomiernie rozmieszczonych otworów strzelniczych. Dzieło fortyfikacyjne najdalej wysunięte na północ, położone w pasie wydm, na prawym brzegu Parsęty miało za zadanie bronić dostępu do portu, głównie od strony morza i zachodu. Na tym forcie wiele lat później (1945–1946) wybudowano latarnię morską.
- Reduta Morast (1770–74) na północnym cyplu Wyspy Solnej, pomiędzy Parsętą i Kanałem Drzewnym; pięcioboczna, ceglana, z wałem ziemnym i fosą. Obiekt współpracujący z fortem „Ujście”.
- Fort Wilczy (Wolfsberg) (obecnie amfiteatr) – budowany dopiero od początku oblężenia (marzec 1807), na wschód od miasta, w miejscu, które dotychczas było najsłabiej chronione i słusznie spodziewano się stamtąd głównego natarcia. Dzieło fortyfikacyjne na planie czteroramiennej gwiazdy, w której ramionach znajdowały się trzy blokhauzy. W projekcie majora inż. Mūllera był jeszcze jeden, czwarty blokhauz od strony miasta, ale zrezygnowano z niego – w trakcie budowy fortu Francuzi zbliżali się już do Kołobrzegu.

### Partyzanckie podjazdy Schilla
- Ranny pod Jeną chorąży Schill umknął przed Francuzami i przez Magdeburg, Szczecin dotarł do Kołobrzegu. Tu pod opieką pułkownika Lucadou odzyskał siły i z własnej inicjatywy (nielegalnie) utworzył korpus ochotników (freikorps), który już 7 lutego 1807 liczył 424 kawalerzystów (po dwa szwadrony dragonów i huzarów) oraz 268 piechurów i 32 artylerzystów z czterema działami. Liczne wycieczki i podjazdy korpusu Schilla mocno dawały się we znaki niewielkim siłom francuskim zaangażowanym na Pomorzu Szwedzkim w walki u ujścia Odry i Piany ze szwedzkim gen. Essenem.

## Początek oblężenia i szturm miasta
Marszałek Mortier dowodzący VIII Korpusem Wielkiej Armii (zawiadującym wybrzeżem od ujścia Łaby do ujścia Parsęty) otrzymał rozkaz zorganizowania w Szczecinie grupy operacyjnej do zdobycia twierdzy Kołobrzeg. Początkowo do tego zadania przeznaczono kontyngenty badeńskie i polskiej Legii Północnej z gen. bryg. Ménardem jako dowódcą, wezwanym z twierdzy Kostrzyn. Zanim gen. Ménard zaczął wykonywać polecone zadania, został wraz ze swoją grupą skierowany pod Gdańsk, do X Korpusu Wielkiej Armii marszałka Lefebvre’a. W lutym 1807 do Kołobrzegu udała się dywizja włoska gen. Pietro Teulié, byłego (w latach 1800–1804) ministra wojny Republiki Włoskiej. Włosi, choć tworzyli korpus zbyt słaby do zdobycia tak przygotowanej, uzbrojonej i zabezpieczonej twierdzy, podjęli walkę, ale zupełnie nie radzili sobie z zaistniałymi warunkami. Należy pamiętać, że na początku lutego, rozgrywała się bitwa pod Iławą Pruską, a za miesiąc miało się rozpocząć oblężenie Gdańska. Natomiast na zachód od ujścia Odry, w okolicach Stralsundu szwedzki kontyngent wiązał znaczne siły VIII Korpusu Wielkiej Armii Napoleona, tak bardzo potrzebne do zdobycia Kołobrzegu. Jeszcze w lutym na głównodowodzącego oblężenia wyznaczono gen. Loisona, jednak w ślad za nim nie przysłano żadnych wzmocnień w ludziach i uzbrojeniu ofensywnym. Nic dziwnego, że nawet tak doświadczony dowódca, bohater wielu bitew i kampanii nie zdołał choćby zagrozić obrońcom Kołobrzegu. Zniecierpliwiony Napoleon Bonaparte rozkazał samemu marszałkowi Mortierowi zająć się osobiście oblężeniem. W tym samym czasie przybył kontyngent saski i polski 1 pułk piechoty Legii Poznańskiej księcia pułkownika Antoniego Sułkowskiego. Nadal jednak brakowało odpowiedniej oblężniczej artylerii. Na domiar złego, marszałek Mortier, który opracował ciekawe, nowatorskie plany zdobycia twierdzy, został zmuszony przekazać dowództwo z powrotem generałowi Loisonowi, ponieważ na Pomorzu Szwedzkim ponownie dał o sobie znać gen. Essen. W tej sytuacji twierdzy nie zdobyto. Wkrótce też zmagania francusko-pruskie zakończył pokój w Tylży.

## Propaganda
Obrona Kołobrzegu w 1807 roku w historiografii Królestwa Prus i Niemiec, wbrew faktom była przedstawiana jako symbol męstwa narodu niemieckiego i zwycięskiej walki z okupantem.
W okresie II wojny światowej do legendy bitwy nawiązała propaganda III Rzeszy. Obrona Kołobrzegu stała się m.in. inspiracją dla stworzenia monumentalnego filmu wojennego Kolberg. Miasto ponownie ogłoszono twierdzą i zakazano poddania się.